# Jonas Åkerlund
Jonas Åkerlund, (Stockholm, 10. studenog 1965.) švedski je filmski redatelj i tehničar.
Åkerlund je poznat prvenstveno po svojim spotovima a internacionalno postaje poznat s videom za Madonninu pjesmu Ray of Light (1998). 
Između ostalih grupa s kojima je radio spotove su: Candlemass, Blink-182, The Cardigans (My Favourite Game, 1998.), Hollywood Undead, Maroon 5, Metallica, Rammstein, The Prodigy, The Rolling Stones, Roxette, Satyricon, The Smashing Pumpkins, Pink, Lady Gaga (Paparazzi, 2009. i Telephone, 2010.), U2, Britney Spears ("Hold It Against Me", 2011.) i David Guetta. 2002. izlazi njegov prvi film, Spun, dok 2005. pravi dokumentarni film o Madonni, I'm Going to Tell You a Secret. U studenom 2005. njegova filmska produkcija bila je izložena u Dansmuseet u Stockholmu.
Åkerlund je svirao bubnjeve u švedskom black metal-sastavu Bathory. Može ga se čuti na njihovom prvom albumu koji je objavio 1984. Black Mark Productions. Danas radi u filmskom poduzeću RAF (Renck Akerlund Films) zajedno s Johanom Renckom. U ožujku 2009. je premijerno prikazan film 'Horsemen, kojeg je Åkerlund režirao.

## Videografija
| Godina nastanka | Naziv pjesme                         | Umjetnik                           |
| --------------- | ------------------------------------ | ---------------------------------- |
| 1988.           | Bewitched                            | Candlemass                         |
| 1993.           | Fingertips                           | Roxette                            |
| 1994.           | Run to You                           | Roxette                            |
| 1995.           | A la ronde                           | Mathieu Blanc-Francard             |
| 1995.           | Vulnerable                           | Roxette                            |
| 1995.           | Pay for Me                           | Whale                              |
| 1996.           | June Afternoon                       | Roxette                            |
| 1997.           | I Want You to Know                   | Per Gessle                         |
| 1997.           | Spending My Time                     | Roxette                            |
| 1997.           | James Bond Theme                     | Moby                               |
| 1997.           | Smack My Bitch Up                    | The Prodigy                        |
| 1998.           | Ray of Light                         | Madonna                            |
| 1998.           | My Favourite Game                    | The Cardigans                      |
| 1998.           | Turn the Page                        | Metallica                          |
| 1999.           | Whiskey in the Jar                   | Metallica                          |
| 1999.           | Wish I Could Fly                     | Roxette                            |
| 1999.           | Canned Heat                          | Jamiroquai                         |
| 1999.           | Anyone                               | Roxette                            |
| 1999.           | Corruption                           | Iggy Pop                           |
| 2000.           | The Everlasting Gaze                 | The Smashing Pumpkins              |
| 2000.           | Music                                | Madonna                            |
| 2000.           | Porcelain (Version 1)                | Moby                               |
| 2000.           | Try, Try, Try                        | The Smashing Pumpkins              |
| 2000.           | Beautiful Day (Version 1: Airport)   | U2                                 |
| 2000.           | Black Jesus                          | Everlast                           |
| 2000.           | Still (Version 2: White Hair)        | Macy Gray                          |
| 2001.           | Gets Me Through                      | Ozzy Osbourne                      |
| 2001.           | Walk On (Version 2)                  | U2                                 |
| 2001.           | The Centre of the Heart              | Roxette                            |
| 2002.           | A Thing About You                    | Roxette                            |
| 2002.           | Lonely Road                          | Paul McCartney                     |
| 2002.           | Me Julie                             | Ali G i Shaggy                     |
| 2002.           | If I Could Fall in Love              | Lenny Kravitz                      |
| 2002.           | Beautiful                            | Christina Aguilera                 |
| 2002.           | Beautiful Day (Version 2: Eze)       | U2                                 |
| 2003.           | American Life                        | Madonna                            |
| 2003.           | Come Undone                          | Robbie Williams                    |
| 2003.           | Good Boys                            | Blondie                            |
| 2003.           | Fuel for Hatred                      | Satyricon                          |
| 2003.           | True Nature                          | Jane’s Addiction                   |
| 2004.           | I Miss You                           | Blink-182                          |
| 2004.           | Sexed Up                             | Robbie Williams                    |
| 2005.           | Mann gegen Mann                      | Rammstein                          |
| 2006.           | Jump                                 | Madonna                            |
| 2006.           | One Wish                             | Roxette                            |
| 2007.           | Wake Up Call                         | Maroon 5                           |
| 2007.           | Good God                             | Anouk                              |
| 2009.           | When Love Takes Over                 | David Guetta (feat. Kelly Rowland) |
| 2009.           | Sober                                | Pink                               |
| 2009.           | Paparazzi                            | Lady Gaga                          |
| 2009.           | We Are Golden                        | Mika                               |
| 2009.           | Pussy                                | Rammstein                          |
| 2009            | Ich tu dir weh                       | Rammstein                          |
| 2009.           | Celebration                          | Madonna                            |
| 2010.           | Telephone                            | Lady Gaga (feat. Beyoncé)          |
| 2010.           | Let Me Hear You Scream               | Ozzy Osbourne                      |
| 2010.           | Who’s That Chick (Day&Night Version) | Rihanna                            |
| 2011.           | Hold It Against Me                   | Britney Spears                     |
| 2011.           | Moves Like Jagger                    | Maroon 5                           |
| 2011.           | Mein Land                            | Rammstein                          |
| 2011.           | Girl Panic                           | Duran Duran                        |
| 2012.           | Doom & Gloom                         | The Rolling Stones                 |